# American Film Institute

Logo des American Film Institute

Das American Film Institute (AFI) ist eine unabhängige und gemeinnützige US-amerikanische Organisation mit Sitz in Hollywood, Los Angeles. Es wurde 1965 durch ein Mandat des damaligen amerikanischen Präsidenten Lyndon B. Johnson ins Leben gerufen und 1967 gegründet.
Das Institut verfolgt drei Hauptziele:
- das Vermächtnis des amerikanischen Filmes zu garantieren
- die Ausbildung der nächsten Generation von Filmschaffenden zu fördern
- die Künstler und ihre Arbeit zu ehren

Daraus leitet sich auch das Motto des Institutes ab: to honor, preserve and educate – zu ehren, zu erhalten und zu bilden.

## Geschichte

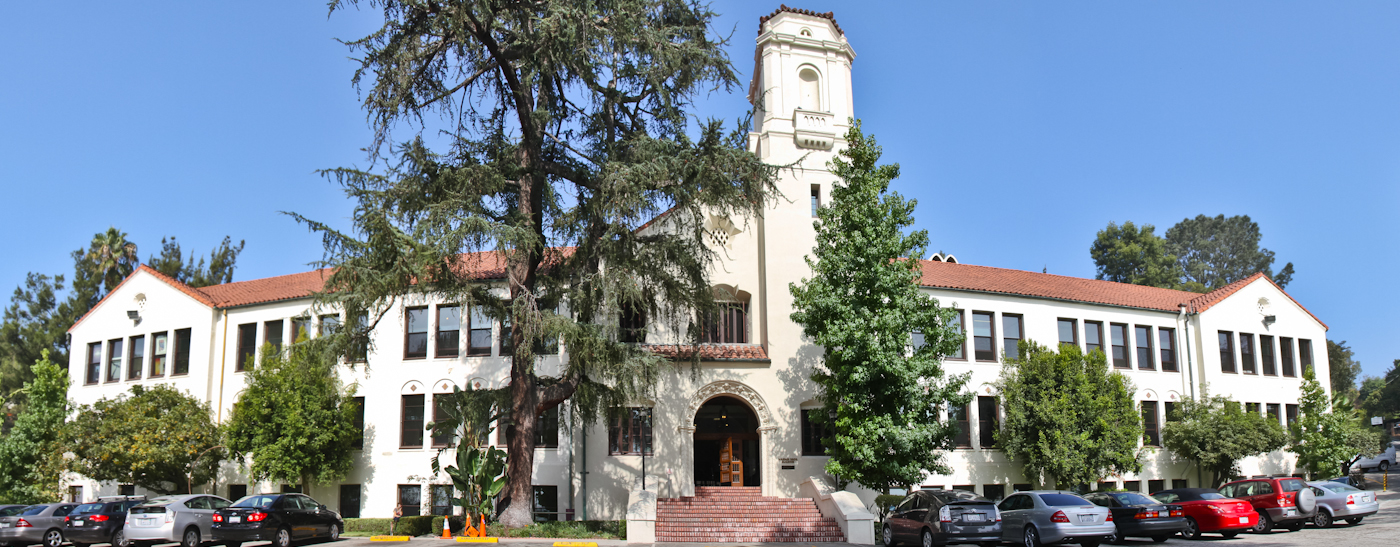
Der heutige AFI Campus in Hollywood, Los Angeles.

Unterstützt vom National Endowment for the Arts, der Motion Picture Association und der Ford Foundation wurde das American Film Institute im Jahre 1967 gegründet, um die Filmerzeugnisse des Landes zu erfassen, das amerikanische Filmerbe zu erhalten, die Fortentwicklung der filmischen Kunst zu fördern und die Medienwirkungen auf die Gesellschaft zu untersuchen. Das Institut finanziert sich durch Spenden von Privatleuten und durch Mitgliedschaften.
Der erste, 22-köpfige Verwaltungsrat hatte den Schauspieler Gregory Peck zum Vorsitz und den Schauspieler Sidney Poitier als stellvertretenden Vorsitzenden. Weitere Mitglieder waren der Regisseur Francis Ford Coppola, der Filmhistoriker Arthur Schlesinger, Jr. und der Lobbyist Jack Valenti, sowie andere Repräsentanten aus Kunst- und Hochschulkreisen.
In den ersten Jahren wurde ein Trainings-Programm für Filmemacher (The Center for Advanced Film Studies) entwickelt. Das Programm hat sich über die Jahre zum renommierten AFI Conservatory entwickelt. Die ursprüngliche „Präsentation von Autorenfilmen“ hat sich zu den zwei Filmfestivals AFI Fest und AFI Docs entwickelt. Das Institut ist 1981 auf den heutigen Campus ins Zentrum von Hollywood umgezogen.

## Tätigkeitsfeld
Das Tätigkeitsfeld von AFI beinhaltet:
- AFI Life Achievement Award – eine Tradition seit 1973 und eine hohe Auszeichnung für eine Karriere im Film[5]
- AFI Conservatory – zweijähriges Master-Programm, geleitet von erfahrenen Filmschaffenden[6]
- AFI Directing Workshop for Women – ein produktionsbasierendes Programm für professionelle Filmregisseurinnen
- AFI Film Festivals – AFI Fest & AFI Docs
- AFI Awards – eine Ehrung der kreativen Zusammenarbeit und der erfolgreichsten Film- und Fernsehproduktionen des Jahres
- AFI Catalog of Feature Films and AFI Archive – die geschriebene Entstehungsgeschichte aller Filme über die ersten 100 Jahre der Kunstform Film, kostenlos und online zugänglich[7]
- AFI 100 Years… – Referenz-Listen für bemerkenswerte Filme[8]
- AFI Silver Theatre and Cultural Center – ein historisches Kino mit klassischem und modernem Filmprogramm[9]
- American Film – früher ein Magazin über die Kunst des Films, heute ein Blog auf AFI.com

## AFI Conservatory
Das American Film Institute (AFI) etablierte im Jahre 1969 das Zentrum für Fortgeschrittene Filmstudien. Die allerersten Klassen wurde unter anderem von den Filmemachern Terrence Malick, Caleb Deschanel und Paul Schrader besucht. Das Filmprogramm entwickelte sich über die Jahre zum renommierten AFI Conservatory, im Zentrum von Hollywood, Los Angeles.
Das Konservatorium bietet heute sechs Master of Fine Arts Studiengänge an: Kameraführung, Filmregie, Schnitt, Produktion, Produktionsdesign und Drehbuchschreiben. Die Ausbildung fokussiert stark auf die praktische Erfahrung des Filmemachens und spiegelt reale Produktionsumstände wider. Die oftmals schon filmerfahrenen Studenten – die sogenannten AFI Fellows – produzieren über zwei Jahre hinweg mehr Filme als jedes andere Master-Programm. Die Aufnahme in die Filmschule ist sehr selektiv und erfolgt nur auf Einladung der Fakultät, mit einem Maximum von 140 Studierenden pro Jahr.
Im Jahre 2013, ergänzte der Emmy- und Oscar-ausgezeichnete Regisseur, Produzent und Autor James L. Brooks (As Good as It Gets, Broadcast News, The Simpsons) als Artistic Director das AFI Conservatory. Er folgte auf Daniel Petrie, Jr., Robert Wise und Frank Pierson. Seit 2017 steht die Schule unter der Leitung des Produzenten Richard Gladstein.
Das American Film Institute Conservatory belegt regelmäßig Spitzenplätze im Ranking der besten internationalen Filmschulen.

### Namhafte Absolventen

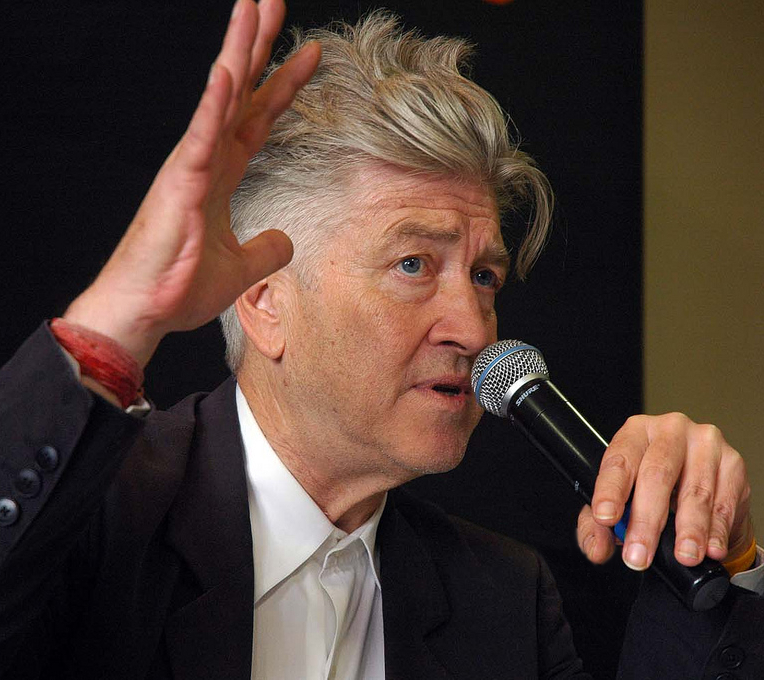
AFI Fellow David Lynch

Die Abgänger vom AFI Conservatory bilden das weltweite Netzwerk der AFI Fellows.
Fellows: Andrea Arnold, (Red Road, Fish Tank), David Lynch (Mulholland Drive, Blue Velvet), Darren Aronofsky (Requiem for a Dream, Black Swan), Patty Jenkins (Monster, Wonder Woman), Janusz Kamiński (Lincoln, Schindler’s List, Saving Private Ryan), Carl Colpaert (Gas Food Lodging, Hurlyburly, Swimming with Sharks), Doug Ellin (Entourage), Todd Field (In the Bedroom, Little Children), Jack Fisk (Badlands, Days of Heaven, There Will Be Blood), Carl Franklin (One False Move, Devil in a Blue Dress, House of Cards), Matthew Libatique (Noah, Black Swan), Terrence Malick (Days of Heaven, The Thin Red Line, The Tree of Life), Victor Nuñez, (Ruby in Paradise, Ulee’s Gold), Wally Pfister (Memento, The Dark Knight, Inception), Robert Richardson (Platoon, JFK, Django Unchained), Daniel Harrich (Der blinde Fleck, Meister des Todes) und viele mehr …

## AFI Life Achievement Award
Mit dem AFI Life Achievement Award ehrt das American Film Institute (AFI) das Lebenswerk von Filmschaffenden, die bedeutende Beiträge zur Förderung der Filmkunst geleistet haben. Die Auszeichnung wurde vom Verwaltungsrat des American Film Institutes im Jahre 1973 etabliert. Der Empfänger wird bei einer jährlichen Feier im Dolby Theatre in Hollywood geehrt.

## AFI 100 Years… Listen
Große Beachtung fanden folgende Listen, die das Institut seit 1998 anlässlich des hundertjährigen Jubiläums des amerikanischen Films veröffentlichte. AFI ehrte so die herausragendsten Aspekte der amerikanischen Filmgeschichte.

### 100 Movies – Die 100 besten amerikanischen Filme aller Zeiten
Anmerkung: Die Auswahlkriterien, wonach es sich um „amerikanische“ Filme handeln muss, werden vom AFI sehr weit ausgelegt. So genügen unter anderem ein amerikanischer Geldgeber oder amerikanische Schauspieler, auch wenn der Film ansonsten eine rein britische Produktion ist.
| Film                                                                          | Originaltitel                                                        | Jahr | Regie                                 | Platzierung 1998 | Platzierung 2007 |
| ----------------------------------------------------------------------------- | -------------------------------------------------------------------- | ---- | ------------------------------------- | ---------------- | ---------------- |
| … denn sie wissen nicht, was sie tun                                          | Rebel Without a Cause                                                | 1955 | Nicholas Ray                          | 59.              |                  |
| 2001: Odyssee im Weltraum                                                     | 2001: A Space Odyssey                                                | 1968 | Stanley Kubrick                       | 22.              | 15.              |
| African Queen                                                                 | The African Queen                                                    | 1951 | John Huston                           | 17.              | 65.              |
| Alles über Eva                                                                | All About Eve                                                        | 1950 | Joseph L. Mankiewicz                  | 16.              | 28.              |
| Amadeus                                                                       | Amadeus                                                              | 1984 | Miloš Forman                          | 53.              |                  |
| American Graffiti                                                             | American Graffiti                                                    | 1973 | George Lucas                          | 77.              | 62.              |
| Ein Amerikaner in Paris                                                       | An American in Paris                                                 | 1951 | Vincente Minnelli                     | 68.              |                  |
| Apocalypse Now                                                                | Apocalypse Now                                                       | 1979 | Francis Ford Coppola                  | 28.              | 30.              |
| Das Appartement                                                               | The Apartment                                                        | 1960 | Billy Wilder                          | 93.              | 80.              |
| Asphalt-Cowboy                                                                | Midnight Cowboy                                                      | 1969 | John Schlesinger                      | 36.              | 43.              |
| Ben Hur                                                                       | Ben-Hur                                                              | 1959 | William Wyler                         | 72.              | 100.             |
| Die besten Jahre unseres Lebens                                               | The Best Years of Our Lives                                          | 1946 | William Wyler                         | 37.              | 37.              |
| Blade Runner                                                                  | Blade Runner                                                         | 1982 | Ridley Scott                          |                  | 97.              |
| Bonnie und Clyde                                                              | Bonnie and Clyde                                                     | 1967 | Arthur Penn                           | 27.              | 42.              |
| Botschafter der Angst                                                         | The Manchurian Candidate                                             | 1962 | John Frankenheimer                    | 67.              |                  |
| Boulevard der Dämmerung                                                       | Sunset Boulevard                                                     | 1950 | Billy Wilder                          | 12.              | 16.              |
| Die Brücke am Kwai                                                            | The Bridge on the River Kwai                                         | 1957 | David Lean                            | 13.              | 36.              |
| Cabaret                                                                       | Cabaret                                                              | 1972 | Bob Fosse                             |                  | 63.              |
| Casablanca                                                                    | Casablanca                                                           | 1942 | Michael Curtiz                        | 2.               | 3.               |
| Chinatown                                                                     | Chinatown                                                            | 1974 | Roman Polański                        | 19.              | 21.              |
| Citizen Kane                                                                  | Citizen Kane                                                         | 1941 | Orson Welles                          | 1.               | 1.               |
| Der mit dem Wolf tanzt                                                        | Dances with Wolves                                                   | 1990 | Kevin Costner                         | 75.              |                  |
| Die durch die Hölle gehen                                                     | The Deer Hunter                                                      | 1978 | Michael Cimino                        | 79.              | 53.              |
| Do the Right Thing                                                            | Do the Right Thing                                                   | 1989 | Spike Lee                             |                  | 96.              |
| Doktor Schiwago                                                               | Doctor Zhivago                                                       | 1965 | David Lean                            | 39.              |                  |
| Dr. Seltsam oder: Wie ich lernte, die Bombe zu lieben                         | Dr. Strangelove or: How I Learned to Stop Worrying and Love the Bomb | 1964 | Stanley Kubrick                       | 26.              | 39.              |
| Der dritte Mann                                                               | The Third Man                                                        | 1949 | Carol Reed                            | 57.              |                  |
| E.T. – Der Außerirdische                                                      | E.T. the Extra-Terrestrial                                           | 1982 | Steven Spielberg                      | 25.              | 24.              |
| Easy Rider                                                                    | Easy Rider                                                           | 1969 | Dennis Hopper                         | 88.              | 84.              |
| Einer flog über das Kuckucksnest                                              | One Flew Over the Cuckoo’s Nest                                      | 1975 | Miloš Forman                          | 20.              | 33.              |
| Endstation Sehnsucht                                                          | A Streetcar Named Desire                                             | 1951 | Elia Kazan                            | 45.              | 47.              |
| Erbarmungslos                                                                 | Unforgiven                                                           | 1992 | Clint Eastwood                        | 98.              | 68.              |
| Es geschah in einer Nacht                                                     | It Happened One Night                                                | 1934 | Frank Capra                           | 35.              | 46.              |
| Fantasia                                                                      | Fantasia                                                             | 1940 | James Algar Samuel Armstrong          | 58.              |                  |
| Fargo                                                                         | Fargo                                                                | 1996 | Ethan Coen Joel Coen                  | 84.              |                  |
| Die Faust im Nacken                                                           | On the Waterfront                                                    | 1954 | Elia Kazan                            | 8.               | 19.              |
| Das Fenster zum Hof                                                           | Rear Window                                                          | 1954 | Alfred Hitchcock                      | 42.              | 48.              |
| Forrest Gump                                                                  | Forrest Gump                                                         | 1994 | Robert Zemeckis                       | 71.              | 76.              |
| Frankenstein                                                                  | Frankenstein                                                         | 1931 | James Whale                           | 87.              |                  |
| Frau ohne Gewissen                                                            | Double Indemnity                                                     | 1944 | Billy Wilder                          | 38.              | 29.              |
| French Connection – Brennpunkt Brooklyn                                       | The French Connection                                                | 1971 | William Friedkin                      | 70.              | 93.              |
| Früchte des Zorns                                                             | The Grapes of Wrath                                                  | 1940 | John Ford                             | 21.              | 23.              |
| Die Geburt einer Nation                                                       | The Birth of a Nation                                                | 1915 | D. W. Griffith                        | 44.              |                  |
| Der General                                                                   | The General                                                          | 1926 | Buster Keaton Clyde Bruckman          |                  | 18.              |
| Giganten                                                                      | Giant                                                                | 1956 | George Stevens                        | 82.              |                  |
| Goldrausch                                                                    | The Gold Rush                                                        | 1925 | Charles Chaplin                       | 74.              | 58.              |
| GoodFellas – Drei Jahrzehnte in der Mafia                                     | Goodfellas                                                           | 1990 | Martin Scorsese                       | 94.              | 92.              |
| Der Herr der Ringe: Die Gefährten                                             | The Lord of the Rings: The Fellowship of the Ring                    | 2001 | Peter Jackson                         |                  | 50.              |
| Im Westen nichts Neues                                                        | All Quiet on the Western Front                                       | 1930 | Lewis Milestone                       | 54.              |                  |
| In der Hitze der Nacht                                                        | In the Heat of the Night                                             | 1967 | Norman Jewison                        |                  | 75.              |
| Intoleranz                                                                    | Intolerance                                                          | 1916 | D. W. Griffith                        |                  | 49.              |
| Ist das Leben nicht schön?                                                    | It’s a Wonderful Life                                                | 1946 | Frank Capra                           | 11.              | 20.              |
| Jäger des verlorenen Schatzes (Indiana Jones – Jäger des verlorenen Schatzes) | Raiders of the Lost Ark                                              | 1981 | Steven Spielberg                      | 60.              | 66.              |
| Der Jazzsänger                                                                | The Jazz Singer                                                      | 1927 | Alan Crosland                         | 90.              |                  |
| King Kong und die weiße Frau                                                  | King Kong                                                            | 1933 | Merian C. Cooper Ernest B. Schoedsack | 43.              | 41.              |
| Krieg der Sterne (Star Wars: Episode IV – Eine neue Hoffnung)                 | Star Wars (Star Wars: Episode IV – A New Hope)                       | 1977 | George Lucas                          | 15.              | 13.              |
| Lawrence von Arabien                                                          | Lawrence of Arabia                                                   | 1962 | David Lean                            | 5.               | 7.               |
| Leoparden küßt man nicht                                                      | Bringing Up Baby                                                     | 1938 | Howard Hawks                          | 97.              | 88.              |
| Die letzte Vorstellung                                                        | The Last Picture Show                                                | 1971 | Peter Bogdanovich                     |                  | 95.              |
| Lichter der Großstadt                                                         | City Lights                                                          | 1931 | Charles Chaplin                       | 76.              | 11.              |
| Manche mögen’s heiß                                                           | Some Like It Hot                                                     | 1959 | Billy Wilder                          | 14.              | 22.              |
| Die Marx Brothers im Krieg                                                    | Duck Soup                                                            | 1933 | Leo McCarey                           | 85.              | 60.              |
| Skandal in der Oper                                                           | A Night at the Opera                                                 | 1935 | Sam Wood                              |                  | 85.              |
| M*A*S*H                                                                       | MASH                                                                 | 1970 | Robert Altman                         | 56.              | 54.              |
| Mein großer Freund Shane                                                      | Shane                                                                | 1953 | George Stevens                        | 69.              | 45.              |
| Meine Lieder – meine Träume (The Sound of Music)                              | The Sound of Music                                                   | 1965 | Robert Wise                           | 55.              | 40.              |
| Meuterei auf der Bounty                                                       | Mutiny on the Bounty                                                 | 1935 | Frank Lloyd                           | 86.              |                  |
| Moderne Zeiten                                                                | Modern Times                                                         | 1936 | Charles Chaplin                       | 81.              | 78.              |
| Mr. Smith geht nach Washington                                                | Mr. Smith Goes to Washington                                         | 1939 | Frank Capra                           | 29.              | 26.              |
| My Fair Lady                                                                  | My Fair Lady                                                         | 1964 | George Cukor                          | 91.              |                  |
| Die Nacht vor der Hochzeit                                                    | The Philadelphia Story                                               | 1940 | George Cukor                          | 51.              | 44.              |
| Nashville                                                                     | Nashville                                                            | 1975 | Robert Altman                         |                  | 59.              |
| Network                                                                       | Network                                                              | 1976 | Sidney Lumet                          | 66.              | 64.              |
| Der Pate                                                                      | The Godfather                                                        | 1972 | Francis Ford Coppola                  | 3.               | 2.               |
| Der Pate – Teil II                                                            | The Godfather Part II                                                | 1974 | Francis Ford Coppola                  | 32.              | 32.              |
| Patton – Rebell in Uniform                                                    | Patton                                                               | 1970 | Franklin J. Schaffner                 | 89.              |                  |
| Platoon                                                                       | Platoon                                                              | 1986 | Oliver Stone                          | 83.              | 86.              |
| Ein Platz an der Sonne                                                        | A Place in the Sun                                                   | 1951 | George Stevens                        | 92.              |                  |
| Psycho                                                                        | Psycho                                                               | 1960 | Alfred Hitchcock                      | 18.              | 14.              |
| Pulp Fiction                                                                  | Pulp Fiction                                                         | 1994 | Quentin Tarantino                     | 95.              | 94.              |
| Rat mal, wer zum Essen kommt                                                  | Guess Who’s Coming to Dinner                                         | 1967 | Stanley Kramer                        | 99.              |                  |
| Die Reifeprüfung                                                              | The Graduate                                                         | 1967 | Mike Nichols                          | 7.               | 17.              |
| Ringo (Höllenfahrt nach Santa Fe)                                             | Stagecoach                                                           | 1939 | John Ford                             | 63.              |                  |
| Rocky                                                                         | Rocky                                                                | 1976 | John G. Avildsen                      | 78.              | 57.              |
| Der Schatz der Sierra Madre                                                   | The Treasure of the Sierra Madre                                     | 1948 | John Huston                           | 30.              | 38.              |
| Schindlers Liste                                                              | Schindler’s List                                                     | 1993 | Steven Spielberg                      | 9.               | 8.               |
| Schneewittchen und die sieben Zwerge                                          | Snow White and the Seven Dwarfs                                      | 1937 | David D. Hand                         | 49.              | 34.              |
| Der schwarze Falke                                                            | The Searchers                                                        | 1956 | John Ford                             | 96.              | 12.              |
| Das Schweigen der Lämmer                                                      | The Silence of the Lambs                                             | 1991 | Jonathan Demme                        | 65.              | 74.              |
| Singin’ in the Rain (Du sollst mein Glücksstern sein)                         | Singin’ in the Rain                                                  | 1952 | Stanley Donen Gene Kelly              | 10.              | 5.               |
| The Sixth Sense                                                               | The Sixth Sense                                                      | 1999 | M. Night Shyamalan                    |                  | 89.              |
| Der Soldat James Ryan                                                         | Saving Private Ryan                                                  | 1998 | Steven Spielberg                      |                  | 71.              |
| Sonnenaufgang – Lied von zwei Menschen                                        | Sunrise – A song of two humans                                       | 1927 | Friedrich Wilhelm Murnau              |                  | 82.              |
| Sophies Entscheidung                                                          | Sophie’s Choice                                                      | 1982 | Alan J. Pakula                        |                  | 91.              |
| Spartacus                                                                     | Spartacus                                                            | 1960 | Stanley Kubrick                       |                  | 81.              |
| Die Spur des Falken                                                           | The Maltese Falcon                                                   | 1941 | John Huston                           | 23.              | 31.              |
| Der Stadtneurotiker                                                           | Annie Hall                                                           | 1977 | Woody Allen                           | 31.              | 35.              |
| Sturmhöhe                                                                     | Wuthering Heights                                                    | 1939 | William Wyler                         | 73.              |                  |
| Sullivans Reisen                                                              | Sullivan’s Travels                                                   | 1941 | Preston Sturges                       |                  | 61.              |
| Swing Time                                                                    | Swing Time                                                           | 1936 | George Stevens                        |                  | 90.              |
| Taxi Driver                                                                   | Taxi Driver                                                          | 1976 | Martin Scorsese                       | 47.              | 52.              |
| Titanic                                                                       | Titanic                                                              | 1997 | James Cameron                         |                  | 83.              |
| Tootsie                                                                       | Tootsie                                                              | 1982 | Sydney Pollack                        | 62.              | 69.              |
| Toy Story                                                                     | Toy Story                                                            | 1995 | John Lasseter Andrew Stanton          |                  | 99.              |
| Uhrwerk Orange                                                                | A Clockwork Orange                                                   | 1971 | Stanley Kubrick                       | 46.              | 70.              |
| Die Unbestechlichen                                                           | All the President's Men                                              | 1976 | Alan J. Pakula                        |                  | 77.              |
| Unheimliche Begegnung der dritten Art                                         | Close Encounters of the Third Kind                                   | 1977 | Steven Spielberg                      | 64.              |                  |
| Der unsichtbare Dritte                                                        | North by Northwest                                                   | 1959 | Alfred Hitchcock                      | 40.              | 55.              |
| Verdammt in alle Ewigkeit                                                     | From Here to Eternity                                                | 1953 | Fred Zinnemann                        | 52.              |                  |
| Vertigo – Aus dem Reich der Toten                                             | Vertigo                                                              | 1958 | Alfred Hitchcock                      | 61.              | 9.               |
| Die Verurteilten                                                              | The Shawshank Redemption                                             | 1994 | Frank Darabont                        |                  | 72.              |
| Vom Winde verweht                                                             | Gone with the Wind                                                   | 1939 | Victor Fleming                        | 4.               | 6.               |
| Der weiße Hai                                                                 | Jaws                                                                 | 1975 | Steven Spielberg                      | 48.              | 56.              |
| Wer die Nachtigall stört                                                      | To Kill a Mockingbird                                                | 1962 | Robert Mulligan                       | 34.              | 25.              |
| Wer hat Angst vor Virginia Woolf?                                             | Who’s Afraid of Virginia Woolf?                                      | 1966 | Mike Nichols                          |                  | 67.              |
| West Side Story                                                               | West Side Story                                                      | 1961 | Robert Wise Jerome Robbins            | 41.              | 51.              |
| Wie ein wilder Stier                                                          | Raging Bull                                                          | 1980 | Martin Scorsese                       | 24.              | 4.               |
| The Wild Bunch – Sie kannten kein Gesetz                                      | The Wild Bunch                                                       | 1969 | Sam Peckinpah                         | 80.              | 79.              |
| Yankee Doodle Dandy                                                           | Yankee Doodle Dandy                                                  | 1942 | Michael Curtiz                        | 100.             | 98.              |
| Der Zauberer von Oz (Das zauberhafte Land)                                    | The Wizard of Oz                                                     | 1939 | Victor Fleming                        | 6.               | 10.              |
| Zwei Banditen (Butch Cassidy und Sundance Kid)                                | Butch Cassidy and the Sundance Kid                                   | 1969 | George Roy Hill                       | 50.              | 73.              |
| Die zwölf Geschworenen                                                        | 12 Angry Men                                                         | 1957 | Sidney Lumet                          |                  | 87.              |
| Zwölf Uhr mittags                                                             | High Noon                                                            | 1952 | Fred Zinnemann                        | 33.              | 27.              |

Gegenüber der im Jahr 1998 veröffentlichten Liste sind insgesamt 23 Filme neu hinzugekommen. Davon hat Der General (Position 18) die höchste Platzierung erreicht. Außerdem sind Intoleranz (49) und Der Herr der Ringe: Die Gefährten (50) unter den ersten fünfzig platziert.
Zu den 23 Neuaufnahmen gehören drei Filme, die nach der Veröffentlichung der 1998er-Liste in die Kinos gekommen sind: Der Soldat James Ryan (1998), The Sixth Sense (1999) und Der Herr der Ringe: Die Gefährten (2001).
In der 2007er-Liste sind Filme wie Unheimliche Begegnung der dritten Art, Frankenstein und … denn sie wissen nicht, was sie tun hingegen nicht mehr enthalten. Fargo (1996) und Der mit dem Wolf tanzt (1990) sind die jüngsten Filme, die sich ebenfalls nicht mehr auf den Positionen 1 bis 100 platzieren konnten.

### Die 50 größten amerikanischen Filmstars
Veröffentlicht am 16. Juni 1999

#### Top 25 der männlichen Filmstars
1. Humphrey Bogart
2. Cary Grant
3. James Stewart
4. Marlon Brando
5. Fred Astaire
6. Henry Fonda
7. Clark Gable
8. James Cagney
9. Spencer Tracy
10. Charlie Chaplin
11. Gary Cooper
12. Gregory Peck
13. John Wayne
14. Laurence Olivier
15. Gene Kelly
16. Orson Welles
17. Kirk Douglas
18. James Dean
19. Burt Lancaster
20. Die Marx Brothers
21. Buster Keaton
22. Sidney Poitier
23. Robert Mitchum
24. Edward G. Robinson
25. William Holden

#### Top 25 der weiblichen Filmstars
1. Katharine Hepburn
2. Bette Davis
3. Audrey Hepburn
4. Ingrid Bergman
5. Greta Garbo
6. Marilyn Monroe
7. Elizabeth Taylor
8. Judy Garland
9. Marlene Dietrich
10. Joan Crawford
11. Barbara Stanwyck
12. Claudette Colbert
13. Grace Kelly
14. Ginger Rogers
15. Mae West
16. Vivien Leigh
17. Lillian Gish
18. Shirley Temple
19. Rita Hayworth
20. Lauren Bacall
21. Sophia Loren
22. Jean Harlow
23. Carole Lombard
24. Mary Pickford
25. Ava Gardner

### 100 Laughs – Die 100 besten amerikanischen Filmkomödien aller Zeiten
Veröffentlicht am 14. Juni 2000
1. Manche mögen’s heiß (1959)
2. Tootsie (1982)
3. Dr. Seltsam oder: Wie ich lernte, die Bombe zu lieben (1964)
4. Der Stadtneurotiker (1977)
5. Die Marx Brothers im Krieg (1933)
6. Der wilde wilde Westen (1974)
7. M*A*S*H (1970)
8. Es geschah in einer Nacht (1934)
9. Die Reifeprüfung (1967)
10. Die unglaubliche Reise in einem verrückten Flugzeug (1980)
11. Frühling für Hitler (1968)
12. Skandal in der Oper (1935)
13. Frankenstein Junior (1974)
14. Leoparden küßt man nicht (1938)
15. Die Nacht vor der Hochzeit (1940)
16. Singin’ in the Rain (1952)
17. Ein seltsames Paar (1968)
18. Der General (1926)
19. Sein Mädchen für besondere Fälle (1940)
20. Das Appartement (1960)
21. Ein Fisch namens Wanda (1988)
22. Ehekrieg (1949)
23. Harry und Sally (1989)
24. Die ist nicht von gestern (1950)
25. Goldrausch (1925)
26. Willkommen Mr. Chance (1979)
27. Verrückt nach Mary (1998)
28. Ghostbusters – Die Geisterjäger (1984)
29. This Is Spinal Tap (1984)
30. Arsen und Spitzenhäubchen (1944)
31. Arizona Junior (1987)
32. Der dünne Mann (1934)
33. Moderne Zeiten (1936)
34. Und täglich grüßt das Murmeltier (1993)
35. Mein Freund Harvey (1950)
36. Ich glaub’, mich tritt ein Pferd (1978)
37. Der große Diktator (1940)
38. Lichter der Großstadt (1931)
39. Sullivans Reisen (1941)
40. Eine total, total verrückte Welt (1963)
41. Mondsüchtig (1987)
42. Big (1988)
43. American Graffiti (1973)
44. Mein Mann Godfrey (1936)
45. Harold und Maude (1972)
46. Manhattan (1979)
47. Shampoo (1975)
48. Ein Schuß im Dunkeln (1964)
49. Sein oder Nichtsein (1942)
50. Cat Ballou – Hängen sollst du in Wyoming (1965)
51. Das verflixte 7. Jahr (1955)
52. Ninotschka (1939)
53. Arthur – Kein Kind von Traurigkeit (1981)
54. Sensation in Morgan’s Creek (1944)
55. Die Falschspielerin (1941)
56. Abbott und Costello treffen Frankenstein (1948)
57. American Diner (1982)
58. Das ist geschenkt (1934)
59. Die Marx Brothers im Zirkus (1937)
60. Topper – Das blonde Gespenst (1937)
61. Is’ was, Doc? (1972)
62. Sherlock, jr. (1924)
63. Beverly Hills Cop (1984)
64. Nachrichtenfieber – Broadcast News (1987)
65. Blühender Blödsinn (1932)
66. Woody, der Unglücksrabe (1969)
67. Mrs. Doubtfire – Das stachelige Kindermädchen (1993)
68. Die schreckliche Wahrheit (1937)
69. Bananas (1971)
70. Mr. Deeds geht in die Stadt (1936)
71. Wahnsinn ohne Handicap (1980)
72. Nur meiner Frau zuliebe (1948)
73. Die Marx Brothers auf See (1931)
74. Warum eigentlich … bringen wir den Chef nicht um? (1980)
75. Sie tat ihm unrecht (1933)
76. Victor/Victoria (1982)
77. Atemlos nach Florida (1942)
78. Der Weg nach Marokko (1942)
79. Der Sportstudent (1925)
80. Der Schläfer (1973)
81. Der Navigator (1924)
82. Schütze Benjamin (1980)
83. Vater der Braut (1950)
84. Kopfüber in Amerika (1985)
85. Dinner um acht (1933)
86. City Slickers – Die Großstadt-Helden (1991)
87. Ich glaub’, ich steh’ im Wald (1982)
88. Beetlejuice (1988)
89. Reichtum ist keine Schande (1979)
90. Die Frau, von der man spricht (1942)
91. Pferdewechsel in der Hochzeitsnacht (1972)
92. Die merkwürdige Zähmung der Gangsterbraut Sugarpuss (1941)
93. Fargo (1996)
94. Die tolle Tante (1958)
95. Trans-Amerika-Express (1976)
96. Laurel und Hardy: Die Wüstensöhne (1933)
97. Annies Männer (1988)
98. Der Hofnarr (1956)
99. Der verrückte Professor (1963)
100. Good Morning, Vietnam (1987)

### 100 Thrills – Die 100 besten amerikanischen Thriller
Veröffentlicht am 12. Juni 2001
1. Psycho (1960)
2. Der weiße Hai (1975)
3. Der Exorzist (1973)
4. Der unsichtbare Dritte (1959)
5. Das Schweigen der Lämmer (1991)
6. Alien – Das unheimliche Wesen aus einer fremden Welt (1979)
7. Die Vögel (1963)
8. French Connection – Brennpunkt Brooklyn (1971)
9. Rosemaries Baby (1968)
10. Jäger des verlorenen Schatzes (Indiana Jones) (1981)
11. Der Pate (1972)
12. King Kong und die weiße Frau (1933)
13. Bonnie und Clyde (1967)
14. Das Fenster zum Hof (1954)
15. Beim Sterben ist jeder der Erste (1972)
16. Chinatown (1974)
17. Botschafter der Angst (1962)
18. Vertigo – Aus dem Reich der Toten (1958)
19. Gesprengte Ketten (1963)
20. Zwölf Uhr mittags (1952)
21. Uhrwerk Orange (1971)
22. Taxi Driver (1976)
23. Lawrence von Arabien (1962)
24. Frau ohne Gewissen (1944)
25. Titanic (1997)
26. Die Spur des Falken (1941)
27. Krieg der Sterne (Star Wars: Episode IV – Eine neue Hoffnung) (1977)
28. Eine verhängnisvolle Affäre (1987)
29. Shining (1980)
30. Die durch die Hölle gehen (1978)
31. Unheimliche Begegnung der dritten Art (1977)
32. Der Fremde im Zug (1951)
33. Auf der Flucht (1993)
34. Die Nacht des Jägers (1955)
35. Jurassic Park (1993)
36. Bullitt (1968)
37. Casablanca (1942)
38. Berüchtigt (1946)
39. Stirb langsam (1988)
40. 2001: Odyssee im Weltraum (1968)
41. Dirty Harry (1971)
42. Terminator (1984)
43. Der Zauberer von Oz (1939)
44. E.T. – Der Außerirdische (1982)
45. Der Soldat James Ryan (1998)
46. Carrie – Des Satans jüngste Tochter (1976)
47. Die Dämonischen (1956)
48. Bei Anruf Mord (1954)
49. Ben Hur (1959)
50. Der Marathon-Mann (1976)
51. Wie ein wilder Stier (1980)
52. Rocky (1976)
53. Pulp Fiction (1994)
54. Zwei Banditen (Butch Cassidy und Sundance Kid) (1969)
55. Warte, bis es dunkel ist (1967)
56. Frankenstein (1931)
57. Die Unbestechlichen (1976)
58. Die Brücke am Kwai (1957)
59. Planet der Affen (1968)
60. The Sixth Sense (1999)
61. Ein Köder für die Bestie (1962)
62. Spartacus (1960)
63. Was geschah wirklich mit Baby Jane? (1962)
64. Im Zeichen des Bösen (1958)
65. Das dreckige Dutzend (1967)
66. Matrix (1999)
67. Der Schatz der Sierra Madre (1948)
68. Halloween (1978)
69. The Wild Bunch – Sie kannten kein Gesetz (1969)
70. Hundstage (1975)
71. James Bond 007 – Goldfinger (1964)
72. Platoon (1986)
73. Laura (1944)
74. Blade Runner (1982)
75. Der dritte Mann (1949)
76. Thelma & Louise (1991)
77. Terminator 2 – Tag der Abrechnung (1991)
78. Das Haus der Lady Alquist (1944)
79. Die glorreichen Sieben (1960)
80. Rebecca (1940)
81. Das Omen (1976)
82. Der Tag, an dem die Erde stillstand (1951)
83. Das Phantom der Oper (1925)
84. Poltergeist (1982)
85. Dracula (1931)
86. Das Bildnis des Dorian Gray (1945)
87. Das Ding aus einer anderen Welt (1951)
88. Die zwölf Geschworenen (1957)
89. Die Kanonen von Navarone (1961)
90. Die Höllenfahrt der Poseidon (1972)
91. Braveheart (1995)
92. Heißblütig – Kaltblütig (1981)
93. Die Nacht der lebenden Toten (1968)
94. Das China-Syndrom (1979)
95. Full Metal Jacket (1987)
96. Blue Velvet (1986)
97. Ausgerechnet Wolkenkratzer! (1923)
98. Blood Simple (1984)
99. Speed (1994)
100. Robin Hood, König der Vagabunden (1938)

### 100 Passions – Die 100 besten amerikanischen Liebesfilme aller Zeiten
Veröffentlicht am 11. Juni 2002
1. Casablanca (1942)
2. Vom Winde verweht (1939)
3. West Side Story (1961)
4. Ein Herz und eine Krone (1953)
5. Die große Liebe meines Lebens (1957)
6. So wie wir waren (1973)
7. Doktor Schiwago (1965)
8. Ist das Leben nicht schön? (1946)
9. Love Story (1970)
10. Lichter der Großstadt (1931)
11. Der Stadtneurotiker (1977)
12. My Fair Lady (1964)
13. Jenseits von Afrika (1985)
14. African Queen (1951)
15. Sturmhöhe (1939)
16. Singin’ in the Rain (1952)
17. Mondsüchtig (1987)
18. Vertigo – Aus dem Reich der Toten (1958)
19. Ghost – Nachricht von Sam (1990)
20. Verdammt in alle Ewigkeit (1953)
21. Pretty Woman (1990)
22. Am goldenen See (1981)
23. Reise aus der Vergangenheit (1942)
24. King Kong und die weiße Frau (1933)
25. Harry und Sally (1989)
26. Die Falschspielerin (1941)
27. Meine Lieder – meine Träume (The Sound of Music) (1965)
28. Rendezvous nach Ladenschluss (1940)
29. Ein Offizier und Gentleman (1982)
30. Swing Time (1936)
31. Der König und ich (1956)
32. Opfer einer großen Liebe (1939)
33. Die Kameliendame (1936)
34. Die Schöne und das Biest (1991)
35. Gigi (1958)
36. Gefundene Jahre (1942)
37. Titanic (1997)
38. Es geschah in einer Nacht (1934)
39. Ein Amerikaner in Paris (1951)
40. Ninotschka (1939)
41. Funny Girl (1968)
42. Anna Karenina (1935)
43. Ein neuer Stern am Himmel (1954)
44. Die Nacht vor der Hochzeit (1940)
45. Schlaflos in Seattle (1993)
46. Über den Dächern von Nizza (1955)
47. Fieber im Blut (1961)
48. Der letzte Tango in Paris (1972)
49. Im Netz der Leidenschaften (1946)
50. Shakespeare in Love (1998)
51. Leoparden küßt man nicht (1938)
52. Die Reifeprüfung (1967)
53. Ein Platz an der Sonne (1951)
54. Sabrina (1954)
55. Reds (1981)
56. Der englische Patient (1996)
57. Zwei auf gleichem Weg (1967)
58. Rat mal, wer zum Essen kommt (1967)
59. Picknick (1955)
60. Haben und Nichthaben (1944)
61. Frühstück bei Tiffany (1961)
62. Das Appartement (1960)
63. Sonnenaufgang – Lied von zwei Menschen (1927)
64. Marty (1955)
65. Bonnie und Clyde (1967)
66. Manhattan (1979)
67. Endstation Sehnsucht (1951)
68. Is’ was, Doc? (1972)
69. Harold und Maude (1971)
70. Sinn und Sinnlichkeit (1995)
71. Weit im Osten (Way Down East) (1920)
72. Roxanne (1987)
73. Ein Gespenst auf Freiersfüßen (1947)
74. Die Frau, von der man spricht (1942)
75. Hallo, Mr. President (1995)
76. Der Sieger (1952)
77. Die schreckliche Wahrheit (1937)
78. Coming Home – Sie kehren heim (1978)
79. Jezebel – Die boshafte Lady (1938)
80. Der Scheich (1921)
81. Der Untermieter (1977)
82. Der einzige Zeuge (1985)
83. Marokko (1930)
84. Frau ohne Gewissen (1944)
85. Alle Herrlichkeit auf Erden (1955)
86. Berüchtigt (1946)
87. Die unerträgliche Leichtigkeit des Seins (1988)
88. Die Braut des Prinzen (1987)
89. Wer hat Angst vor Virginia Woolf? (1966)
90. Die Brücken am Fluß (1995)
91. Die Waffen der Frauen (1988)
92. Porgy and Bess (1959)
93. Dirty Dancing (1987)
94. Heißblütig – Kaltblütig (1981)
95. Susi und Strolch (1955)
96. Barfuß im Park (1967)
97. Grease (1978)
98. Der Glöckner von Notre Dame (1939)
99. Bettgeflüster (1959)
100. Jerry Maguire – Spiel des Lebens (1996)

### 100 Heroes & Villains – Die 100 größten Helden und Schurken des amerikanischen Films
Veröffentlicht im Juni 2003

#### Top 50 der Helden
1. Atticus Finch (Wer die Nachtigall stört) – Gregory Peck
2. Indiana Jones (Indiana Jones – Jäger des verlorenen Schatzes) – Harrison Ford
3. James Bond (James Bond jagt Dr. No) – Sean Connery
4. Rick Blaine (Casablanca) – Humphrey Bogart
5. Will Kane (Zwölf Uhr mittags) – Gary Cooper
6. Clarice Starling (Das Schweigen der Lämmer) – Jodie Foster
7. Rocky Balboa (Rocky) – Sylvester Stallone
8. Ellen Ripley (Aliens – Die Rückkehr) – Sigourney Weaver
9. George Bailey (Ist das Leben nicht schön?) – James Stewart
10. Lawrence von Arabien (Lawrence von Arabien) – Peter O’Toole
11. Jefferson Smith (Mr. Smith geht nach Washington) – James Stewart
12. Tom Joad (Früchte des Zorns) – Henry Fonda
13. Oskar Schindler (Schindlers Liste) – Liam Neeson
14. Han Solo (Krieg der Sterne) – Harrison Ford
15. Norma Rae Webster (Norma Rae) – Sally Field
16. Shane (Mein großer Freund Shane) – Alan Ladd
17. Harry Callahan (Dirty Harry) – Clint Eastwood
18. Robin Hood (Robin Hood, König der Vagabunden) – Errol Flynn
19. Virgil Tibbs (In der Hitze der Nacht) – Sidney Poitier
20. Butch Cassidy und Sundance Kid (Zwei Banditen) – Paul Newman und Robert Redford
21. Mahatma Gandhi (Gandhi) – Ben Kingsley
22. Spartacus (Spartacus) – Kirk Douglas
23. Terry Malloy (Die Faust im Nacken) – Marlon Brando
24. Thelma & Louise (Thelma & Louise) – Geena Davis und Susan Sarandon
25. Lou Gehrig (Der große Wurf) – Gary Cooper
26. Superman (Superman) – Christopher Reeve
27. Bob Woodward und Carl Bernstein (Die Unbestechlichen) – Robert Redford und Dustin Hoffman
28. Jurymitglied Nr. 8 (Die zwölf Geschworenen) – Henry Fonda
29. George Patton (Patton – Rebell in Uniform) – George C. Scott
30. Luke Jackson (Der Unbeugsame) – Paul Newman
31. Erin Brockovich (Erin Brockovich) – Julia Roberts
32. Philip Marlowe (Tote schlafen fest) – Humphrey Bogart
33. Marge Gunderson (Fargo) – Frances McDormand
34. Tarzan (Tarzan, der Affenmensch) – Johnny Weissmüller
35. Alvin York (Sergeant York) – Gary Cooper
36. Rooster Cogburn (Der Marshal) – John Wayne
37. Obi-Wan Kenobi (Krieg der Sterne) – Alec Guinness
38. Der Tramp (Der Vagabund und das Kind) – Charlie Chaplin
39. Lassie (Heimweh)
40. Frank Serpico (Serpico) – Al Pacino
41. Arthur Chipping (Goodbye, Mr. Chips) – Robert Donat
42. Father Flanagan (Teufelskerle) – Spencer Tracy
43. Moses (Die zehn Gebote) – Charlton Heston
44. „Popeye“ Doyle (French Connection – Brennpunkt Brooklyn) – Gene Hackman
45. Zorro (Die Maske des Zorro) – Anthony Hopkins
46. Batman (Batman) – Michael Keaton
47. Karen Silkwood (Silkwood) – Meryl Streep
48. Terminator (Terminator 2: Judgment Day) – Arnold Schwarzenegger
49. Andrew Beckett (Philadelphia) – Tom Hanks
50. Maximus (Gladiator) – Russell Crowe

#### Top 50 der Schurken
1. Dr. Hannibal Lecter (Das Schweigen der Lämmer) – Anthony Hopkins
2. Norman Bates (Psycho) – Anthony Perkins
3. Darth Vader (Krieg der Sterne) – David Prowse und James Earl Jones
4. Die böse Hexe des Westens (Der Zauberer von Oz) – Margaret Hamilton
5. Schwester Ratched (Einer flog über das Kuckucksnest) – Louise Fletcher
6. Mr. Potter (Ist das Leben nicht schön?) – Lionel Barrymore
7. Alex Forrest (Eine verhängnisvolle Affäre) – Glenn Close
8. Phyllis Dietrichson (Frau ohne Gewissen) – Barbara Stanwyck
9. Regan MacNeil (Der Exorzist) – Linda Blair
10. Die Königin (Schneewittchen und die sieben Zwerge)
11. Michael Corleone (Der Pate – Teil II) – Al Pacino
12. Alexander DeLarge (Uhrwerk Orange) – Malcolm McDowell
13. HAL 9000 (2001: Odyssee im Weltraum)
14. Das Alien (Alien – Das unheimliche Wesen aus einer fremden Welt) – Bolaji Badejo
15. Amon Göth (Schindlers Liste) – Ralph Fiennes
16. Noah Cross (Chinatown) – John Huston
17. Annie Wilkes (Misery) – Kathy Bates
18. Der Hai (Der weiße Hai)
19. Captain Bligh (Meuterei auf der Bounty) – Charles Laughton
20. „Der Mensch“ (Bambi)
21. Mrs. John Iselin (Botschafter der Angst) – Angela Lansbury
22. Terminator (Terminator) – Arnold Schwarzenegger
23. Eve Harrington (Alles über Eva) – Anne Baxter
24. Gordon Gekko (Wall Street) – Michael Douglas
25. Jack Torrance (Shining) – Jack Nicholson
26. Cody Jarrett (Sprung in den Tod) – James Cagney
27. Die Marsianer (Kampf der Welten)
28. Max Cady (Kap der Angst) – Robert De Niro
29. Reverend Harry Powell (Die Nacht des Jägers) – Robert Mitchum
30. Travis Bickle (Taxi Driver) – Robert De Niro
31. Mrs. Danvers (Rebecca) – Judith Anderson
32. Bonnie und Clyde (Bonnie und Clyde) – Faye Dunaway und Warren Beatty
33. Graf Dracula (Dracula) – Bela Lugosi
34. Dr. Szell (Der Marathon-Mann) – Laurence Olivier
35. J. J. Hunsecker (Dein Schicksal in meiner Hand) – Burt Lancaster
36. Frank Booth (Blue Velvet) – Dennis Hopper
37. Harry Lime (Der dritte Mann) – Orson Welles
38. Caesar Enrico Bandello (Der kleine Caesar) – Edward G. Robinson
39. Cruella De Vil (101 Dalmatiner) – Glenn Close
40. Freddy Krueger (Nightmare – Mörderische Träume) – Robert Englund
41. Joan Crawford (Meine liebe Rabenmutter) – Faye Dunaway
42. Tom Powers (Der öffentliche Feind) – James Cagney
43. Regina Giddons (Die kleinen Füchse) – Bette Davis
44. Baby Jane Hudson (Was geschah wirklich mit Baby Jane?) – Bette Davis
45. Der Joker (Batman) – Jack Nicholson
46. Hans Gruber (Stirb langsam) – Alan Rickman
47. Tony Camonte (Scarface) – Paul Muni
48. Verbal Kint (Die üblichen Verdächtigen) – Kevin Spacey
49. Auric Goldfinger (Goldfinger) – Gert Fröbe
50. Alonzo Harris (Training Day) – Denzel Washington

### 100 Songs – Amerikas beste Filmsongs
Veröffentlicht am 22. Juni 2004

### 100 Movie Quotes – Die 100 besten Filmzitate aus US-Filmen aller Zeiten
Veröffentlicht am 21. Juni 2005
1. „Frankly, my dear, I don’t give a damn.“ („Offen gesagt, meine Liebe: Das ist mir völlig egal.“) – Clark Gable in Vom Winde verweht
2. „I’m going to make him an offer he can’t refuse.“ („Ich werde ihm ein Angebot machen, das er nicht ablehnen kann.“) – Marlon Brando in Der Pate
3. „You don’t understand! I coulda had class. I coulda been a contender. I could’ve been somebody, instead of a bum, which is what I am.“ („Du verstehst das nicht! Ich hätte was werden können, zumindest ein klasse Boxer. Und was bin ich geworden? Ein gemeiner Lump.“) – Marlon Brando in Die Faust im Nacken
4. „Toto, I’ve a feeling we’re not in Kansas anymore.“ („Toto, ich habe das Gefühl, wir befinden uns nicht mehr in Kansas.“) – Judy Garland in Der Zauberer von Oz (Das zauberhafte Land)
5. „Here’s looking at you, kid.“ („Ich schau dir in die Augen, Kleines“) – Humphrey Bogart in Casablanca
6. „Go ahead, make my day.“ („Komm schon, versüß mir den Tag“) – Clint Eastwood in Dirty Harry kommt zurück
7. „All right, Mr. DeMille, I’m ready for my close-up.“ („Ich bin fertig für die Nahaufnahme, Mr. DeMille!“) – Gloria Swanson in Boulevard der Dämmerung
8. „May the Force be with you.“ („Möge die Macht mit dir sein!“) – Alec Guinness in Krieg der Sterne
9. „Fasten your seatbelts. It’s going to be a bumpy night.“ („Bitte anschnallen, meine Herrschaften! Ich glaube, es wird eine stürmische Nacht!“) – Bette Davis in Alles über Eva
10. „You talkin’ to me?“ („Redest du mit mir?“) – Robert De Niro in Taxi Driver
11. „What we’ve got here is failure to communicate.“ („Was wir hier haben, ist mangelnde Kommunikation.“) – Strother Martin in Der Unbeugsame
12. „I love the smell of napalm in the morning.“ („Ich liebe den Geruch von Napalm am Morgen.“) – Robert Duvall in Apocalypse Now
13. „Love means never having to say you’re sorry.“ („Liebe bedeutet, niemals um Verzeihung bitten zu müssen.“) – Ali MacGraw in Love Story
14. „The stuff that dreams are made of.“ („Das ist der Stoff, aus dem die Träume sind!“) – Humphrey Bogart in Die Spur des Falken
15. „E.T. phone home.“ („E.T. nach Hause telefonieren.“) – Pat Welsh in E.T. – Der Außerirdische
16. „They call me ‚Mister‘ Tibbs!“ („Die nennen mich ‚Mr.‘ Tibbs!“) – Sidney Poitier in In der Hitze der Nacht
17. „Rosebud.“ – Orson Welles in Citizen Kane
18. „Made it, Ma! Top of the world!“ („Ich hab’s geschafft, Ma! Jetzt bin ich ganz oben!“) – James Cagney in Sprung in den Tod
19. „I’m as mad as hell, and I’m not going to take this anymore!“ („Ich bin fuchsteufelswild und lass mir das nicht mehr länger gefallen.“) – Peter Finch in Network
20. „Louis, I think this is the beginning of a beautiful friendship.“ („Louis, ich glaube, dies ist der Beginn einer wunderbaren Freundschaft.“) – Humphrey Bogart in Casablanca
21. „A census taker once tried to test me. I ate his liver with some fava beans and a nice Chianti.“ („Einer dieser Meinungsforscher wollte mich testen, ich genoss seine Leber mit ein paar Fava-Bohnen und einem ausgezeichneten Chianti.“) – Anthony Hopkins in Das Schweigen der Lämmer
22. „Bond. James Bond.“ – Sean Connery in James Bond jagt Dr. No
23. „There’s no place like home.“ („Am schönsten ist es zu Hause.“) – Judy Garland in Der Zauberer von Oz (Das zauberhafte Land)
24. „I am big! It’s the pictures that got small.“ („Ich bin groß, die Filme sind es, die heute keine Größe mehr haben.“) – Gloria Swanson in Boulevard der Dämmerung
25. „Show me the money!“ („Führ mich zum Schotter!“) – Cuba Gooding jr. in Jerry Maguire – Spiel des Lebens
26. „Why don’t you come up sometime and see me?“ („Warum kommst du nicht irgendwann mal vorbei und besuchst mich?“) – Mae West in Sie tat ihm unrecht
27. „I’m walking here! I’m walking here!“ („Wenn ich gehe, hast du Pause!“) – Dustin Hoffman in Asphalt-Cowboy
28. „Play it, Sam. Play ‚As Time Goes By‘.“ („Spiel es, Sam. Spiel ‚As Time Goes By‘.“) – Ingrid Bergman in Casablanca
29. „You can’t handle the truth!“ („Sie können die Wahrheit doch gar nicht vertragen!“) – Jack Nicholson in Eine Frage der Ehre
30. „I want to be alone.“ („Ich will allein sein!“) – Greta Garbo in Menschen im Hotel
31. „After all, tomorrow is another day!“ („Morgen ist auch noch ein Tag!“) – Vivien Leigh in Vom Winde verweht
32. „Round up the usual suspects.“ („Verhaften Sie die üblichen Verdächtigen!“) – Claude Rains in Casablanca
33. „I’ll have what she’s having.“ („Ich will genau das, was sie hatte.“) – Estelle Reiner in Harry und Sally
34. „You know how to whistle, don’t you, Steve? You just put your lips together and blow.“ – Lauren Bacall in Haben und Nichthaben
35. „You’re gonna need a bigger boat.“ („Sie werden ein größeres Boot brauchen.“) – Roy Scheider in Der weiße Hai
36. „Badges? We ain’t got no badges! We don’t need no badges! I don’t have to show you any stinking badges!“ – Alfonso Bedoya in Der Schatz der Sierra Madre
37. „I’ll be back.“ („Ich komme wieder.“) – Arnold Schwarzenegger in Terminator
38. „Today, I consider myself the luckiest man on the face of the earth“ – Gary Cooper in Der große Wurf
39. „If you build it, he will come.“ („Wenn du es baust, wird er kommen.“) – Ray Liotta (Stimme aus dem Off) in Feld der Träume
40. „Mama always said life was like a box of chocolates. You never know what you’re gonna get.“ („Mama hat immer gesagt, das Leben ist wie eine Schachtel Pralinen. Man weiß nie, was man kriegt.“) – Tom Hanks in Forrest Gump
41. „We rob banks.“ („Wir überfallen Banken.“) – Warren Beatty in Bonnie und Clyde
42. „Plastics.“ („Plastik.“) – Walter Brooke in Die Reifeprüfung
43. „We’ll always have Paris.“ („Uns bleibt immer noch Paris.“) – Humphrey Bogart in Casablanca
44. „I see dead people.“ („Ich sehe tote Menschen.“) – Haley Joel Osment in The Sixth Sense
45. „Stella! Hey, Stella!“ – Marlon Brando in Endstation Sehnsucht
46. „Oh, Jerry, don’t let’s ask for the moon. We have the stars.“ – Bette Davis in Reise aus der Vergangenheit
47. „Shane. Shane. Come back!“ – Brandon De Wilde in Mein großer Freund Shane
48. „Well, nobody’s perfect.“ („Niemand ist vollkommen.“) – Joe E. Brown in Manche mögen’s heiß
49. „It’s alive! It’s alive!“ („Es lebt!“) – Colin Clive in Frankenstein
50. „Houston, we have a problem.“ („Houston, wir haben ein Problem!“) – Tom Hanks in Apollo 13
51. „You’ve got to ask yourself one question: ‚Do I feel lucky?‘ Well, do ya, punk?“ („Nun fragst Du Dich, ob heute Dein Glückstag ist. Ist heute dein Glückstag, Penner?“) – Clint Eastwood in Dirty Harry
52. „You had me at ‚hello‘.“ („Du hattest mich schon beim ‚Hallo‘.“) – Renée Zellweger in Jerry Maguire – Spiel des Lebens
53. „One morning I shot an elephant in my pajamas. How he got in my pajamas, I don’t know.“ („Ich habe mal einen Elefanten in meinem Schlafanzug erschossen. Wie er in den Schlafanzug reingekommen ist, wird mir immer ein Rätsel bleiben.“) – Groucho Marx in Animal Crackers
54. „There’s no crying in baseball!“ („Beim Baseball wird nicht geweint!“) – Tom Hanks in Eine Klasse für sich
55. „La-dee-da, la-dee-da.“ („Tanderadei“) – Diane Keaton in Der Stadtneurotiker
56. „A boy’s best friend is his mother.“ („Der beste Freund eines Mannes ist seine Mutter.“) – Anthony Perkins in Psycho
57. „Greed, for lack of a better word, is good.“ („Gier, leider gibt es dafür keinen besseren Ausdruck, ist gut!“) – Michael Douglas in Wall Street
58. „Keep your friends close, but your enemies closer.“ („Halte deine Freunde nahe bei dir, aber deine Feinde noch näher.“) – Al Pacino in Der Pate – Teil II
59. „As God is my witness, I’ll never go hungry again.“ („Bei Gott, ich werde nie mehr hungern!“) – Vivien Leigh in Vom Winde verweht
60. „Well, here’s another nice mess you’ve gotten me into!“ („Da hast du mich ja wieder in ein schönes Schlamassel hineingezogen!“) – Oliver Hardy in Die Wüstensöhne
61. „Say ‚hello‘ to my little friend!“ („Sagt Hallo zu meiner kleinen Freundin!“) – Al Pacino in Scarface
62. „What a dump.“ – Bette Davis in Der Stachel des Bösen
63. „Mrs. Robinson, you’re trying to seduce me. Aren’t you?“ („Mrs. Robinson, Sie versuchen, mich zu verführen. Oder nicht?“) – Dustin Hoffman in Die Reifeprüfung
64. „Gentlemen, you can’t fight in here! This is the War Room!“ („Meine Herren, sie können hier nicht kämpfen, das ist der Kriegsraum.“) – Peter Sellers in Dr. Seltsam oder: Wie ich lernte, die Bombe zu lieben
65. „Elementary, my dear Watson.“ („Elementar, mein lieber Watson.“) – Basil Rathbone in Die Abenteuer des Sherlock Holmes
66. „Get your stinking paws off me, you damned dirty ape.“ („Könnt ihr nicht eure dreckigen Pfoten von meinem Körper nehmen, ihr blöden Affen!“) – Charlton Heston in Planet der Affen
67. „Of all the gin joints in all the towns in all the world, she walks into mine.“ („Von allen Kaschemmen der ganzen Welt kommt sie ausgerechnet in meine.“) – Humphrey Bogart in Casablanca
68. „Here’s Johnny!“ („Hier ist Jacky!“) – Jack Nicholson in Shining
69. „They're here!“ („Sie sind hier!“) – Heather O’Rourke in Poltergeist
70. „Is it safe?“ („Sind sie außer Gefahr?“) – Laurence Olivier in Der Marathon-Mann
71. „Wait a minute, wait a minute. You ain’t heard nothin' yet!“ („Einen Moment, einen Moment. Sie haben doch noch gar nichts gehört!“) – Al Jolson in Der Jazzsänger
72. „No wire hangers, ever!“ („Keine Drahtbügel, niemals!“) – Faye Dunaway in Meine liebe Rabenmutter
73. „Mother of mercy, is this the end of Rico?“ („Heilige Mutter Maria, ist das das Ende von Rico?“) – Edward G. Robinson in Der kleine Cäsar
74. „Forget it, Jake, it’s Chinatown.“ („Vergiss es, Jake. Wir sind in Chinatown.“) – Joe Mantell in Chinatown
75. „I have always depended on the kindness of strangers.“ („Ich war immer auf die Güte von Fremden angewiesen“) – Vivien Leigh in Endstation Sehnsucht
76. „Hasta la vista, baby.“ – Arnold Schwarzenegger in Terminator 2 – Tag der Abrechnung
77. „Soylent Green is people!“ („Soylent Green ist Menschenfleisch!“) – Charlton Heston in Soylent Green
78. „Open the pod bay doors, HAL.“ („Öffne die Schleusen, HAL!“) – Keir Dullea in 2001: Odyssee im Weltraum
79. „Striker: Surely you can’t be serious. Rumack: I am serious … and don’t call me Shirley.“ („Striker: Das meinen Sie doch nicht ernst! Rumack: Doch, das mein ich, und nennen Sie mich nicht Ernst.“) – Robert Hays und Leslie Nielsen in Die unglaubliche Reise in einem verrückten Flugzeug
80. „Yo, Adrian!“ – Sylvester Stallone in Rocky
81. „Hello, gorgeous.“ – Barbra Streisand in Funny Girl
82. „Toga! Toga!“ – John Belushi in Ich glaub’, mich tritt ein Pferd
83. „Listen to them. Children of the night. What music they make.“ („Hören Sie die Kinder der Nacht? Was für Musik sie machen!“) – Bela Lugosi in Dracula
84. „Oh, no, it wasn’t the airplanes. It was Beauty killed the Beast.“ („Nein, nein, das waren nicht die Flieger. Er hat das Mädel zu sehr geliebt.“) – Robert Armstrong in King Kong und die weiße Frau
85. „My precious.“ („Mein Schatz.“) – Andy Serkis in Der Herr Der Ringe: Die zwei Türme
86. „Attica! Attica!“ – Al Pacino in Hundstage
87. „Sawyer, you’re going out a youngster, but you’ve got to come back a star!“ – Warner Baxter in Die 42. Straße
88. „Listen to me, mister. You’re my knight in shining armor. Don’t you forget it. You’re going to get back on that horse, and I’m going to be right behind you, holding on tight, and away we’re gonna go, go, go!“ – Katharine Hepburn in Am goldenen See
89. „Tell ’em to go out there with all they got and win just one for the Gipper.“ – Pat O’Brien in Knute Rockne, All American
90. „A martini. Shaken, not stirred.“ („Einen Martini. Geschüttelt. Nicht gerührt.“) – Sean Connery in Goldfinger
91. „Who’s on first.“ – Bud Abbott in The Naughty Nineties
92. „Cinderella story. Outta nowhere. A former greenskeeper, now, about to become the Masters champion. It looks like a mirac… It’s in the hole! It’s in the hole! It’s in the hole!“ – Bill Murray in Caddyshack
93. „Life is a banquet, and most poor suckers are starving to death!“ – Rosalind Russell in Die tolle Tante
94. „I feel the need – the need for speed!“ („Ich spür die Gier, die Gier nach Tempo in mir!“) – Tom Cruise und Anthony Edwards in Top Gun
95. „Carpe diem. Seize the day, boys. Make your lives extraordinary.“ („Carpe diem! Nutzet den Tag, Jungs! Macht etwas Außergewöhnliches aus Eurem Leben!“) – Robin Williams in Der Club der toten Dichter
96. „Snap out of it!“ – Cher in Mondsüchtig
97. „My mother thanks you. My father thanks you. My sister thanks you. And I thank you.“ – James Cagney in Yankee Doodle Dandy
98. „Nobody puts Baby in a corner.“ („Mein Baby gehört zu mir!“) – Patrick Swayze in Dirty Dancing
99. „I’ll get you, my pretty, and your little dog, too!“ („Ich krieg dich schon noch. Und deinen kleinen Hund auch!“) – Margaret Hamilton in Der Zauberer von Oz (Das zauberhafte Land)
100. „I’m the king of the world!“ („Ich bin der König der Welt!“) – Leonardo DiCaprio in Titanic

### 100 Years of Film Scores – Amerikas beste Filmmusik
Veröffentlicht am 23. September 2005
1. Krieg der Sterne (1977) – John Williams
2. Vom Winde verweht (1939) – Max Steiner
3. Lawrence von Arabien (1962) – Maurice Jarre
4. Psycho (1960) – Bernard Herrmann
5. Der Pate (1972) – Nino Rota
6. Der weiße Hai (1975) – John Williams
7. Laura (1944) – David Raksin
8. Die glorreichen Sieben (1960) – Elmer Bernstein
9. Chinatown (1974) – Jerry Goldsmith
10. Zwölf Uhr mittags (1952) – Dimitri Tiomkin
11. Robin Hood, König der Vagabunden (1938) – Erich Wolfgang Korngold
12. Vertigo – Aus dem Reich der Toten (1958) – Bernard Herrmann
13. King Kong und die weiße Frau (1933) – Max Steiner
14. E.T. – Der Außerirdische (1982) – John Williams
15. Jenseits von Afrika (1985) – John Barry
16. Boulevard der Dämmerung (1950) – Franz Waxman
17. Wer die Nachtigall stört (1962) – Elmer Bernstein
18. Planet der Affen (1968) – Jerry Goldsmith
19. Endstation Sehnsucht (1951) – Alex North
20. Der rosarote Panther (1963) – Henry Mancini
21. Ben Hur (1959) – Miklós Rózsa
22. Die Faust im Nacken (1954) – Leonard Bernstein
23. Mission (1986) – Ennio Morricone
24. Am goldenen See (1981) – Dave Grusin
25. Das war der Wilde Westen (1962) – Alfred Newman

### „100 Years … 100 Cheers: America’s Most Inspiring Movies“
Veröffentlicht am 14. Juni 2006
1. Ist das Leben nicht schön? (1946)
2. Wer die Nachtigall stört (1962)
3. Schindlers Liste (1993)
4. Rocky (1976)
5. Mr. Smith geht nach Washington (1939)
6. E.T. – Der Außerirdische (1982)
7. Früchte des Zorns (1940)
8. Vier irre Typen – Wir schaffen alle, uns schafft keiner (1979)
9. Das Wunder von Manhattan (1947)
10. Der Soldat James Ryan (1998)
11. Die besten Jahre unseres Lebens (1946)
12. Apollo 13 (1995)
13. Freiwurf (1986)
14. Die Brücke am Kwai (1957)
15. Licht im Dunkel (1962)
16. Norma Rae (1979)
17. Einer flog über das Kuckucksnest (1975)
18. Das Tagebuch der Anne Frank (1959)
19. Der Stoff, aus dem die Helden sind (1983)
20. Philadelphia (1993)
21. In der Hitze der Nacht (1967)
22. Der große Wurf (1942)
23. Die Verurteilten (1994)
24. Kleines Mädchen, großes Herz (1944)
25. Sullivans Reisen (1941)
26. Der Zauberer von Oz (1939)
27. Zwölf Uhr mittags (1952)
28. Feld der Träume (1989)
29. Gandhi (1982)
30. Lawrence von Arabien (1962)
31. Glory (1989)
32. Casablanca (1942)
33. Lichter der Großstadt (1931)
34. Die Unbestechlichen (1976)
35. Rat mal, wer zum Essen kommt (1967)
36. Die Faust im Nacken (1954)
37. Forrest Gump (1994)
38. Pinocchio (1940)
39. Krieg der Sterne (Star Wars: Episode IV – Eine neue Hoffnung) (1977)
40. Mrs. Miniver (1942)
41. Meine Lieder – meine Träume (The Sound of Music) (1965)
42. Die zwölf Geschworenen (1957)
43. Vom Winde verweht (1939)
44. Spartacus (1960)
45. Am goldenen See (1981)
46. Lilien auf dem Felde (1963)
47. 2001: Odyssee im Weltraum (1968)
48. African Queen (1951)
49. Hier ist John Doe (1941)
50. Seabiscuit – Mit dem Willen zum Erfolg (2003)
51. Die Farbe Lila (1985)
52. Der Club der toten Dichter (1989)
53. Mein großer Freund Shane (1953)
54. Touchdown – Sein Ziel ist der Sieg (1993)
55. Flucht in Ketten (1958)
56. Ben Hur (1959)
57. Sergeant York (1941)
58. Unheimliche Begegnung der dritten Art (1977)
59. Der mit dem Wolf tanzt (1990)
60. The Killing Fields – Schreiendes Land (1984)
61. Das Jahr ohne Vater (1972)
62. Braveheart (1995)
63. Rain Man (1988)
64. Der schwarze Hengst (1979)
65. Ein Fleck in der Sonne (1961)
66. Silkwood (1983)
67. Der Tag, an dem die Erde stillstand (1951)
68. Ein Offizier und Gentleman (1982)
69. Lindbergh – Mein Flug über den Ozean (1957)
70. Nashville Lady (1980)
71. Der Unbeugsame (1967)
72. Opfer einer großen Liebe (1939)
73. Erin Brockovich (2000)
74. Aufstand in Sidi Hakim (1939)
75. The Verdict – Die Wahrheit und nichts als die Wahrheit (1982)
76. Der Gefangene von Alcatraz (1962)
77. Miss Daisy und ihr Chauffeur (1989)
78. Thelma & Louise (1991)
79. Die zehn Gebote (1956)
80. Ein Schweinchen namens Babe (1999)
81. Teufelskerle (1938)
82. Anatevka (1971)
83. Mr. Deeds geht in die Stadt (1936)
84. Serpico (1973)
85. Tina – What’s Love Got to Do with It? (1993)
86. Stand and Deliver (1988)
87. Die Waffen der Frauen (1988)
88. Yankee Doodle Dandy (1942)
89. Harold und Maude (1972)
90. Hotel Ruanda (2004)
91. Zeit der Prüfungen (1973)
92. Fame – Der Weg zum Ruhm (1980)
93. A Beautiful Mind – Genie und Wahnsinn (2001)
94. Manuel (1937)
95. Ein Platz im Herzen (1984)
96. Das Königsspiel (1993)
97. Madame Curie (1943)
98. Karate Kid (1984)
99. Ray (2004)
100. Die Stunde des Siegers (1981)

### 100 Years of Musicals – Die 25 bedeutendsten amerikanischen Musicalfilme
Veröffentlicht am 3. September 2006
1. Singin’ in the Rain (1952)
2. West Side Story (1961)
3. Der Zauberer von Oz (1939)
4. Meine Lieder – meine Träume (The Sound of Music) (1965)
5. Cabaret (1972)
6. Mary Poppins (1964)
7. Ein neuer Stern am Himmel (1954)
8. My Fair Lady (1964)
9. Ein Amerikaner in Paris (1951)
10. Meet Me in St. Louis (1944)
11. Der König und ich (1956)
12. Chicago (2002)
13. Die 42. Straße (1933)
14. Hinter dem Rampenlicht (1979)
15. Ich tanz’ mich in dein Herz hinein (1935)
16. Funny Girl (1968)
17. Vorhang auf! (1953)
18. Yankee Doodle Dandy (1942)
19. Heut’ gehn wir bummeln (1949)
20. Grease (1978)
21. Eine Braut für sieben Brüder (1954)
22. Die Schöne und das Biest (1991)
23. Schwere Jungs – leichte Mädchen (1955)
24. Show Boat (1936)
25. Moulin Rouge (2001)

### 10 Greatest Films in 10 Classic Genres – Die 10 bedeutendsten Filme in 10 klassischen Genres
Am 17. Juni 2008 wurden in einer dreistündigen Fernsehshow auf CBS die zehn besten Filme in je zehn klassischen amerikanischen Filmgenres gekürt. Erfolgreichster Regisseur ist Alfred Hitchcock, dessen Filme sich viermal in den Listen wiederfinden, gefolgt von Steven Spielberg und Stanley Kubrick (je drei). Am häufigsten auftauchende Darsteller in den aufgelisteten Filmen sind James Stewart (6 Filme) und Diane Keaton (4).
Die Jury setzte sich aus 1.500 Mitgliedern zusammen, darunter Filmschaffende, Kritiker und Historiker. Diese wählten aus einer Liste von 500 amerikanischen Produktionen (50 pro Genre), die vor dem 1. Januar 2008 veröffentlicht wurden. Die Auswahl erfolgte nach kritischer Rezeption (Filmpreise; Empfehlungen in gedruckten und digitalen Medien sowie Fernsehen), Popularität (wirtschaftlicher Erfolg an den Kinokassen, Sendetermine im Fernsehen, DVD- und VHS-Verkäufe beziehungsweise -mieteinnahmen), historischer Bedeutsamkeit (filmgeschichtliches Herausstellungsmerkmal durch z. B. eine visionäre narrative Erzählstruktur oder technische Innovation) und kultureller Bedeutung (Kennzeichnung der amerikanischen Gesellschaft hinsichtlich Stil und Inhalt).
| Zeichentrickfilme 1. Schneewittchen und die sieben Zwerge (1937) 2. Pinocchio (1940) 3. Bambi (1942) 4. Der König der Löwen (1994) 5. Fantasia (1940) 6. Toy Story (1995) 7. Die Schöne und das Biest (1991) 8. Shrek – Der tollkühne Held (2001) 9. Cinderella (1950) 10. Findet Nemo (2003) | Fantasyfilme 1. Der Zauberer von Oz (1939) 2. Der Herr der Ringe: Die Gefährten (2001) 3. Ist das Leben nicht schön? (1946) 4. King Kong und die weiße Frau (1933) 5. Das Wunder von Manhattan (1947) 6. Feld der Träume (1989) 7. Mein Freund Harvey (1950) 8. Und täglich grüßt das Murmeltier (1993) 9. Der Dieb von Bagdad (1940) 10. Big (1988) |

| Gangsterfilme 1. Der Pate (1972) 2. GoodFellas – Drei Jahrzehnte in der Mafia (1990) 3. Der Pate – Teil II (1974) 4. Sprung in den Tod (1949) 5. Bonnie und Clyde (1967) 6. Scarface (1932) 7. Pulp Fiction (1994) 8. Der öffentliche Feind (1931) 9. Der kleine Cäsar (1931) 10. Scarface (1983) | Science-Fiction-Filme 1. 2001: Odyssee im Weltraum (1968) 2. Krieg der Sterne (Star Wars: Episode IV – Eine neue Hoffnung) (1977) 3. E.T. – Der Außerirdische (1982) 4. Uhrwerk Orange (1971) 5. Der Tag, an dem die Erde stillstand (1951) 6. Blade Runner (1982) 7. Alien – Das unheimliche Wesen aus einer fremden Welt (1979) 8. Terminator 2 – Tag der Abrechnung (1991) 9. Die Dämonischen (1956) 10. Zurück in die Zukunft (1985) |

| Westernfilme 1. Der Schwarze Falke (1956) 2. Zwölf Uhr mittags (1952) 3. Mein großer Freund Shane (1951) 4. Erbarmungslos (1992) 5. Red River (1948) 6. The Wild Bunch – Sie kannten kein Gesetz (1969) 7. Zwei Banditen (Butch Cassidy und Sundance Kid) (1969) 8. McCabe & Mrs. Miller (1971) 9. Ringo (Höllenfahrt nach Santa Fe) (1939) 10. Cat Ballou – Hängen sollst du in Wyoming (1964) | Sportfilme 1. Wie ein wilder Stier (1980) 2. Rocky (1976) 3. Der große Wurf (1942) 4. Freiwurf (1986) 5. Annies Männer (1988) 6. Haie der Großstadt (1961) 7. Wahnsinn ohne Handicap (1980) 8. Vier irre Typen – Wir schaffen alle, uns schafft keiner (1979) 9. Kleines Mädchen, großes Herz (1944) 10. Jerry Maguire – Spiel des Lebens (1996) |

| Kriminalfilme 1. Vertigo – Aus dem Reich der Toten (1958) 2. Chinatown (1974) 3. Das Fenster zum Hof (1954) 4. Laura (1944) 5. Der dritte Mann (1949) 6. Die Spur des Falken (1941) 7. Der unsichtbare Dritte (1959) 8. Blue Velvet (1986) 9. Bei Anruf Mord (1954) 10. Die üblichen Verdächtigen (1995) | Romantische Komödien 1. Lichter der Großstadt (1931) 2. Der Stadtneurotiker (1977) 3. Es geschah in einer Nacht (1934) 4. Ein Herz und eine Krone (1954) 5. Die Nacht vor der Hochzeit (1940) 6. Harry und Sally (1989) 7. Ehekrieg (1949) 8. Mondsüchtig (1987) 9. Harold und Maude (1971) 10. Schlaflos in Seattle (1993) |

| Gerichtsdramen 1. Wer die Nachtigall stört (1962) 2. Die zwölf Geschworenen (1957) 3. Kramer gegen Kramer (1979) 4. The Verdict – Die Wahrheit und nichts als die Wahrheit (1982) 5. Eine Frage der Ehre (1992) 6. Zeugin der Anklage (1957) 7. Anatomie eines Mordes (1959) 8. Kaltblütig (1967) 9. Ein Schrei in der Dunkelheit (1988) 10. Urteil von Nürnberg (1961) | Leinwandepen 1. Lawrence von Arabien (1962) 2. Ben Hur (1959) 3. Schindlers Liste (1993) 4. Vom Winde verweht (1939) 5. Spartacus (1960) 6. Titanic (1997) 7. Im Westen nichts Neues (1930) 8. Der Soldat James Ryan (1998) 9. Reds (1981) 10. Die zehn Gebote (1956) |

## AFI Awards
Die AFI Awards werden jedes Jahr an die zehn besten Filme (Movies of the Year) und die zehn besten Fernsehserien (TV Programs of the Year) vergeben. Die Auswahl wird von einer Jury getroffen. Folgende Kriterien kommen dabei zum Tragen:
- größter Beitrag zur Filmkunst
- Beitrag zum kulturellen Erbe der amerikanischen Kunst
- Inspiration für Publikum und andere Künstler
- prägender Einfluss auf die amerikanische Gesellschaft

Die Gewinner werden jeweils im Dezember bekannt gegeben, die Preisverleihung erfolgt im Rahmen eines privaten Essens im Januar.

## Kritik
Kritikern zufolge wird das AFI den selbst gestellten Ansprüchen nicht gerecht.
Das Filmlexikon der Universität Kiel fasst die Kritik zusammen:
"Dem Modell des British Film Institute folgend sollte das AFI die amerikanische Filmgeschichte archivalisch sichern dokumentieren und zudem ein Ort der Forschung und der Lehre werden, doch die Wirklichkeit hinkt seit der Gründung des AFI weit hinter seinen Ambitionen hinterher. So sammelte die AFI jahrzehntelang Geld für die Filmkonservierung, doch diese Gelder verschwanden im schwarzen Loch der Verwaltungskosten (nur 45 % wurden tatsächlich für Konservierung ausgegeben). Darum beanspruchte das AFI weitere Gelder von der NEA, um das Filmkonservierunsprogramm der Regierung zu verwalten. Auch ein Projekt, alle bisher produzierten amerikanischen Filme zu erfassen und sorgfältig zu dokumentieren (in Form des AFI Catalogue), endete 1974 mit einem Eklat. Die Arbeiten am Katalog wurden allerdings in den 1980er Jahren wieder aufgegriffen, so dass heute alle Spielfilme bis zu den 1970er Jahren tatsächlich dokumentiert und in sechs umfangreichen Bänden veröffentlicht worden sind. Die ab 1975 im AFI erscheinende Zeitschrift American Film wurde im Januar 1992 wieder eingestellt.
Heute betreibt die AFI nur noch einen Lehrgang für Filmemacher, stiftet einen Life Achievement Award als Fernsehereignis und fungiert hauptsächlich als Reklamearm für die Film- und Fernsehwirtschaft Hollywoods."